# Jean-Luc Brylinski
Jean-Luc Brylinski est un mathématicien franco-américain né le 12 septembre 1951. Ses recherches portent sur la théorie des représentations et la physique mathématique.

## Biographie
Il effectue ses études au Lycée Pasteur de Neuilly puis à l'École Normale Supérieure à Paris. Il obtient son doctorat en 1981 à l'Université Paris-Sud XI - Orsay avec une thèse intitulée Contributions à la théorie des groupes.
Après une nomination en tant que chercheur au C.N.R.S., il est devenu professeur de Mathématiques à l'Université d'État de Pennsylvanie, au Center for Geometry and Mathematical Physics. Il a démontré la conjecture de Kazhdan–Lusztig avec Masaki Kashiwara. Il a également travaillé sur les faisceaux, la cohomologie cyclique, les faisceaux de Quillen, et la théorie des champs de classe géométrique, entre autres sujets géométriques et algébriques.
Brylinski habite actuellement à Boston, où il est directeur technique et co-dirigeant de Brylinski Research, en collaboration avec sa femme Ranee.

## Publications
- Loop Spaces, Characteristic Classes and Geometric Quantization(1992)
- (en) Jean-Luc Brylinski et Masaki Kashiwara, « Kazhdan-Lusztig conjecture and holonomic systems », Inventiones Mathematicae, Springer-Verlag, vol. 64, no 3,‎ octobre 1981, p. 387–410 (DOI 10.1007/BF01389272)
- (en) Masaki Kashiwara Systems of microdifferential equations ; notes et traduction par Teresa Monteiro Fernandes ; introduction par Jean-Luc Brylinski (1983),  (ISBN 978-0817631383)

## Prix et distinctions
Il est lauréat en 1984 du prix Servant.